# غريغ ستيفنز
غريغ ستيفنز هو سياسي كندي، ولد في 24 نوفمبر 1935 في تورونتو في كندا. نشط حزبياً في الرابطة التقدمية المحافظة في ألبرتا ‏. وقد انتخب عضو الجمعية التشريعية ألبرتا.